# ماثيو فيلبس
ماثيو فيلبس (1 سبتمبر 1972 - ) (بالإنجليزية: Matthew Phelps)‏ هو لاعب كريكت أسترالي.

## وصلات خارجية
- ماثيو فيلبس على موقع إي آس بي آن كريك إنفو (الإنجليزية)